# 高山金翅雀

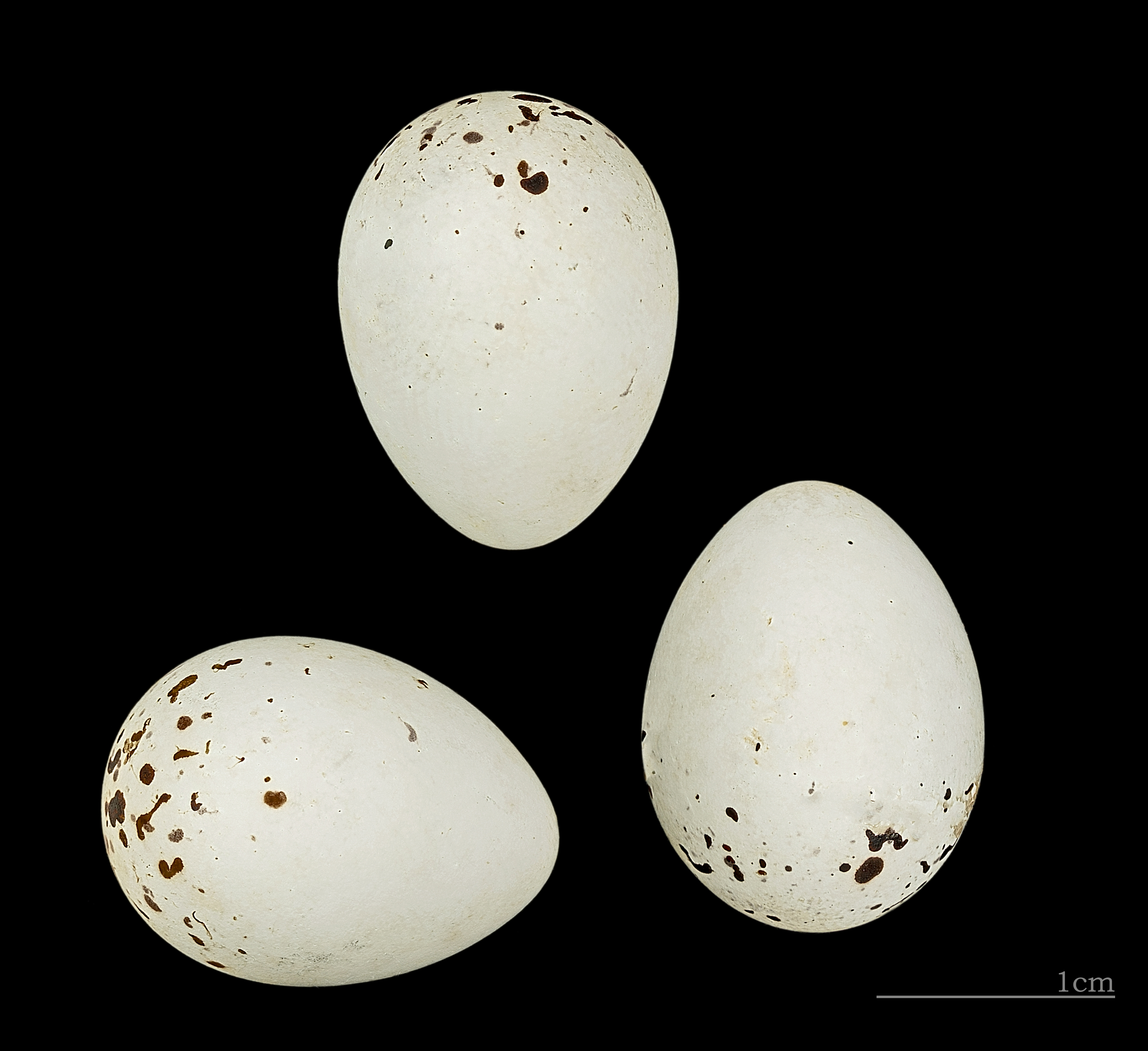
Carduelis spinoides

高山金翅雀（学名：Chloris spinoides）为雀科绿金翅雀属的鸟类。分布于阿富汗、巴基斯坦、尼泊尔、不丹、锡金、印度、缅甸以及中国大陆的西藏等地，主要栖息于海拔2000-4000m 的松林、农田及坡地灌丛中。该物种的模式产地在喜马拉雅山脉。

## 亚种
- 高山金翅雀指名亚种（学名：Chloris spinoides spinoides）。在中国大陆，分布于西藏等地。该物种的模式产地在喜马拉雅山脉。[3]